# Alessandra Cardini
Alessandra Cardini, nota anche come Sandra Cardini (Roma, 14 marzo 1950), è una costumista e attrice italiana.

## Biografia
Nel 2009 viene candidata al David di Donatello come migliore costumista per il film Gomorra, diretto da Matteo Garrone. Nel 2011 viene candidata al premio Le Maschere del Teatro per Romeo e Giulietta, regia di Valerio Binasco. Nel 2013 è candidata al premio Teatro Giovani per Romeo e Giulietta, regia di Valerio Binasco. Nel 2016 viene candidata ai Nastri d'argento come migliore costumista per il film Milionari di Alessandro Piva. Nel corso della sua carriera ha collaborato con i costumisti Piero Tosi e Danilo Donati. Ha partecipato, come attrice, a diversi film, in particolare accanto a Tomas Milian.

### Vita privata
È la sorella dell'attrice Anna Cardini e zia della pittrice Chiara Soldati. Anche suo figlio Paco Fabrini è stato un attore.

## Filmografia

### Costumista
- Basta guardarla, regia di Luciano Salce (1971)
- Squadra antifurto, regia di Bruno Corbucci (1976)
- Il figlio dello sceicco, regia di Bruno Corbucci (1977)
- Squadra antimafia, regia di Bruno Corbucci (1978)
- Assassinio sul Tevere, regia di Bruno Corbucci (1979)
- Delitto a Porta Romana, regia di Bruno Corbucci (1980)
- Uno contro l'altro, praticamente amici, regia di Bruno Corbucci (1980)
- Delitto al ristorante cinese, regia di Bruno Corbucci (1981)
- W la foca, regia di Nando Cicero (1982)
- Delitto sull'autostrada, regia di Bruno Corbucci (1982)
- Vai alla grande, regia di Salvatore Samperi (1983)
- Delitto in Formula Uno, regia di Bruno Corbucci (1984)
- Delitto al Blue Gay, regia di Bruno Corbucci (1984)
- Meglio baciare un cobra, regia di Massimo Pirri (1986)
- Professione vacanze, regia di Vittorio De Sisti – miniserie TV (1986)
- Tutti in palestra, regia di Vittorio De Sisti – miniserie TV (1987)
- Donna d'onore, regia di Stuart Margolin – miniserie TV (1989)
- Alcune signore per bene, regia di Bruno Gaburro (1990)
- Edera – serial TV (1991)
- Chicken Park, regia di Jerry Calà (1994)
- La famiglia Ricordi regia di Mauro Bolognini – miniserie TV (1994)
- Il mostro, regia di Roberto Benigni (1994)
- Ragazzi della notte, regia di Jerry Calà (1995)
- Il tocco - La sfida, regia di Enrico Coletti (1996)
- Titolo - Pillole bonsai, regia di Andrea Manni – serie TV (1997)
- Come quando fuori piove, regia di Bruno Gaburro (1998)
- Una storia qualunque, regia di Alberto Simone (2000)
- Ustica - Una spina nel cuore, regia di Romano Scavolini (2000)
- Assassini per caso, regia di Vittorio De Sisti – film TV (2000)
- Un difetto di famiglia, regia di Alberto Simone (2002)
- Texas, regia di Fausto Paravidino (2005)
- Keawe, regia di Valerio Binasco (2005)
- Il sole nero, regia di Krzysztof Zanussi (2006)
- La sera della prima, regia di Loretta Cavallaro (2008)
- In nome del figlio, regia di Alberto Simone - film TV (2008)
- Gomorra, regia di Matteo Garrone (2008)
- L'ultimo re, regia di Aurelio Grimaldi (2009)
- Il commissario Manara – serie TV (2009)
- Questo nostro amore – serie TV (2012)
- I milionari, regia di Alessandro Piva (2013)
- Stato di ebbrezza, regia di Luca Biglione (2018)
- Il grande Boccia, regia di Karen Di Porto (2024)

### Attrice
- Se l'inconscio si ribella, regia di Alfredo Leonardi (1968)
- Orgonauti, evviva!, regia di Alberto Grifi – cortometraggio (1970)
- Er più - Storia d'amore e di coltello, regia di Sergio Corbucci (1971)
- La vittima designata, regia di Maurizio Lucidi (1971)
- Bubù, regia di Mauro Bolognini (1971)
- Il grande duello, regia di Giancarlo Santi (1972)
- Imputazione di omicidio per uno studente, regia di Mauro Bolognini (1972)
- Il piatto piange, regia di Paolo Nuzzi (1974)
- Storia de fratelli e de cortelli, regia di Mario Amendola (1974)
- Per le antiche scale, regia di Mauro Bolognini (1975)
- Roma a mano armata, regia di Umberto Lenzi (1976)
- Messalina, Messalina!, regia di Bruno Corbucci (1977)
- La banda del trucido, regia di Stelvio Massi (1977)
- Squadra antitruffa, regia di Bruno Corbucci (1977)
- La banda del gobbo, regia di Umberto Lenzi (1978)
- La supplente va in città, regia di Vittorio De Sisti (1979)
- Uno contro l'altro, praticamente amici, regia di Bruno Corbucci (1980)
- Professione fantasma – serie TV (1998)

## Teatro

### Costumista
- Accarezzate il circolo diventerà vizioso, regia di Vittorio De Sisti (1998)
- La Maria Zanella, regia di Maurizio Panici (2001)
- La spiaggia, regia di Maurizio Panici (2001)
- Tradimenti, regia di Valerio Binasco (2001)
- Nightingale e chase, regia di Valerio Binasco (2002)
- Mainstream, regia di Fausto Paravidino (2002)
- Muratori, regia di Massimo Venturiello (2002)
- Provaci ancora, Sam di Woody Allen, regia di Massimo Navone (2003)
- Cara professoressa, regia di Valerio Binasco (2003)
- Buone notizie, regia di Massimo Navone (2003)
- Cinema Impero, regia di Maurizio Panici (2004)
- Natura morta in un fosso, regia di Fausto Paravidino (2004)
- La donna che visse due volte, regia di Franco Però (2005)
- Ti ho sposato per allegria di Natalia Ginzburg, regia di Valerio Binasco (2005)
- La chiusa di Conor McPherson, regia di Valerio Binasco (2006)
- Looking glass, regia di Leonardo Petrillo (2006)
- Noccioline, regia di Valerio Binasco (2007)
- Cuore semplice, regia di Laca De Bei (2007)
- Tartufo di Molière, regia di Carlo Cecchi (2007)
- Il compleanno di Harold Pinter, regia di Fausto Paravidino (2008)
- Un cuore semplice, regia di Luca De Bei (2008)
- Un giorno d'estate, regia di Valerio Binasco (2008)
- E la notte canta, regia di Valerio Binasco (2008)
- Un luogo dove non sono mai stato, regia di Luca De Bei (2009)
- La malattia della famiglia M, regia di Fausto Paravidino (2009)
- L'intervista di Natalia Ginzburg, regia di Valerio Binasco (2009)
- Semi d'acciaio, regia di Leonardo Petrillo (2010)
- Il gregario, regia di Sergio Pierattini (2010)
- Erodiade, regia di Pierpaolo Sepe (2010)
- Filippo di Vittorio Alfieri, regia di Valerio Binasco (2010)
- Il catalogo di Jean-Claude Carrière, regia di Valerio Binasco (2010)
- Sogno di una notte di mezza estate di William Shakespeare, regia di Carlo Cecchi (2010)
- Romeo e Giulietta di William Shakespeare, regia di Valerio Binasco (2011)
- La belle joyeuse, regia di Gianfranco Fiore (2011)
- Il diario di Mariapia, regia di Fausto Paravidino (2011)
- Di notte che non c'è nessuno, regia di Luca De Bei (2011)
- Il balcone di Golda, regia di Maria Rosaria Omaggio (2012)
- Exit, regia di Fausto Paravidino (2012)
- Il grande mago, regia di Giuseppe Marini (2012)
- La tempesta di William Shakespeare, regia di Valerio Binasco (2012)
- Il mercante di Venezia, regia di Valerio Binasco (2013)
- La pace perpetua, regia di Jacopo Gassman (2013)
- È stato così, regia di Valerio Binasco (2013)
- Il visitatore, regia di Valerio Binasco (2014)
- I vicini, regia di Fausto Paravidino (2014)
- Il macello di Giobbe, regia di Fausto Paravidino (2014)
- Porcile di Pier Paolo Pasolini, regia di Valerio Binasco (2015)
- La regina Dada, regia di Stefano Bollani e Valentina Cenni (2015)
- Tempeste solari, regia di Luca De Bei (2015)
- Slurp, regia di Valerio Binasco (2016)
- Souper, regia di Fausto Paravidino (2016)
- La cucina di Arnold Wesker, regia di Valerio Binasco (2016)
- Il borghese gentiluomo di Molière, regia di Armando Pugliese (2017)
- Sogno d'autunno, regia di Valerio Binasco (2017)
- Un borghese piccolo piccolo, regia di Fabrizio Coniglio (2017)
- Sisters (come stelle nel buio), regia di Valerio Binasco (2017)
- Il senso della vita di Emma, regia di Fausto Paravidino (2017)
- Preziosa, regia di Luca De Bei (2018)
- Night bar, regia di Valerio Binasco (2018)
- Don Giovanni di Molière, regia di Valerio Binasco (2018)
- Sei di Spiro Scimone, regia di Francesco Sframeli (2018)
- Arlecchino servitore di due padroni di Carlo Goldoni, regia di Valerio Binasco (2018)
- Rumori fuori scena, regia di Valerio Binasco (2019)
- Il test, regia di Roberto Ciufoli (2019)
- La parrucca, regia di Antonio Zavatteri (2019)
- L'intervista, regia di Valerio Binasco (2020)
- Dialogo di Natalia Ginzburg, regia di Elena Gigliotti e Dario Aita (2020)
- Molly Sweeney. Claustrophilia, regia di Irene Dionisio (2020)
- Una specie di Alaska, regia di Valerio Binasco (2020)
- Tiresias, regia di Giorgina Pi
- Peachum, un'opera da tre soldi, regia di Fausto Paravidino (2021)
- Buoni da morire, regia di Emilio Solfrizzi (2021)
- Casa di bambola di Henrik Ibsen, regia di Filippo Dini (2021)
- Slot, regia di Luca de Bei (2021)
- Morirò in piedi, regia di Roberto Petrocchi (2021)
- Cuore sostantivo maschile, regia di Alvia Reale " (2021)
- Angelo della gravità, regia di Alvia Reale (2021)
- Il sequestro, regia di Rosario Lisma (2022)
- Lemnos, regia di Giorgina Pi (2022)
- Fratellina, regia di Spiro Scimone (2022)
- Pilade, regia di Giorgina Pi (2023)
- La tecnologia del silenzio, regia di Giorgina Pi (2023)
- Roberto Zucco, regia di Giorgina Pi (2024)
- Pazza, regia Fabrizio Coniglio (2025)

## Riconoscimenti
- 2009 - candidata al David di Donatello come miglior costumista per il film Gomorra, regia di Matteo Garrone
- 2011 - candidata al premio Le Maschere del Teatro come migliore costumista per Romeo e Giulietta di Valerio Binasco
- 2013 - candidata al premio Teatro Giovani come migliore costumista per Romeo e Giulietta di Valerio Binasco
- 2016 - candidata al Nastro d'argento come migliore costumista per il film Milionari di Alessandro Piva
- 2018 - vincitrice premio Facebook, Gli attori premiano il teatro, come miglior costumista per La cucina di Valerio Binasco